# Ljubija, Mozirje
Ljubija este o localitate din comuna Mozirje, Slovenia, cu o populație de 482 de locuitori.